# Margaromma kochi
Margaromma kochi är en spindelart som beskrevs av Simon 1901. Margaromma kochi ingår i släktet Margaromma och familjen hoppspindlar. Inga underarter finns listade i Catalogue of Life.